# Noormarkku
Noormarkku (Zweeds: Norrmark) is een voormalige gemeente in de Finse provincie West-Finland en in de Finse regio Satakunta. De gemeente had een totale oppervlakte van 317 km² en telde 6138 inwoners in 2003.
De gemeente is in 2010 bij de stad Pori gevoegd

## Geboren
- Elin Danielson-Gambogi (1861-1919), kunstschilder
- Lotta Henttala (1989), wielrenster

Eura · Eurajoki · Harjavalta · Huittinen - Jämijärvi · Kankaanpää · Karvia · Kokemäki · Merikarvia · Nakkila · Pomarkku · Pori · Rauma · Siikainen · Säkylä · Ulvila
Voormalige gemeenten:
Ahlainen · Hinnerjoki · Honkajoki · Honkilahti · Kauvatsa · Keikyä · Kiikoinen · Kiukainen · Kodisjoki · Kullaa · Köyliö · Lappi · Lavia · Luvia · Noormarkku · Porin maalaiskunta · Rauman maalaiskunta · Vampula